# Flocken Elektrowagen
Der Flocken Elektrowagen ist ein frühes, von dem Coburger Fabrikanten Andreas Flocken 1888 entwickeltes Elektrofahrzeug mit batterieelektrischem Antrieb. Es wurde von der Maschinenfabrik A. Flocken gebaut und gilt als das erste vierrädrige Leichtelektromobil, das in Deutschland hergestellt wurde.
Flocken baute somit zwei Jahre nach Daimler, jedoch fünf Jahre vor Benz sein erstes Automobil (vierrädriges Fahrzeug zur Personenbeförderung).

## Geschichte
Andreas Flocken gliederte im Jahr 1888 seiner Maschinenfabrik A. Flocken in Coburg eine Abteilung für Elektrotechnik an und experimentierte fortan mit Elektrofahrzeugen. Im selben Jahr entstand der erste Flocken Elektrowagen. Bei diesem Fahrzeug handelte es sich ursprünglich, ähnlich der Daimler Motorkutsche von 1886 von Gottlieb Daimler, um eine Chaise, die aber mit einem Elektromotor versehen wurde. Über die Entwicklungsarbeit Flockens ist wenig bekannt. Er versah 1888 einen hochrädrigen, eisenbereiften Kutschwagen mit spiralgefederter Achsschenkellenkung und einem Elektromotor, dessen Leistung von etwa 0,9 kW auf die Hinterachse übertragen wurde. Das  Fahrzeug soll 15 km/h Höchstgeschwindigkeit erreicht haben und 400 Kilogramm schwer gewesen sein.

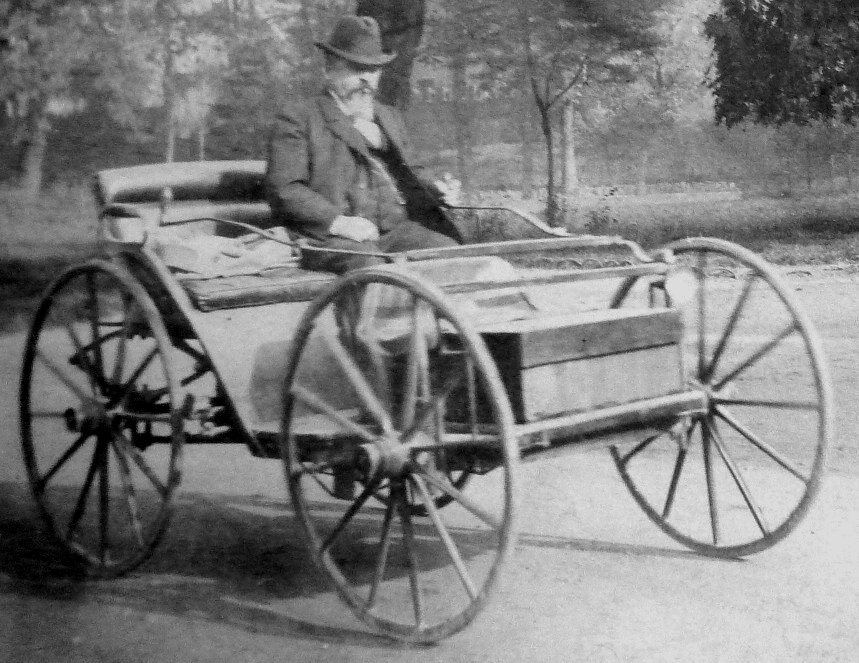
Andreas Flocken, 1892

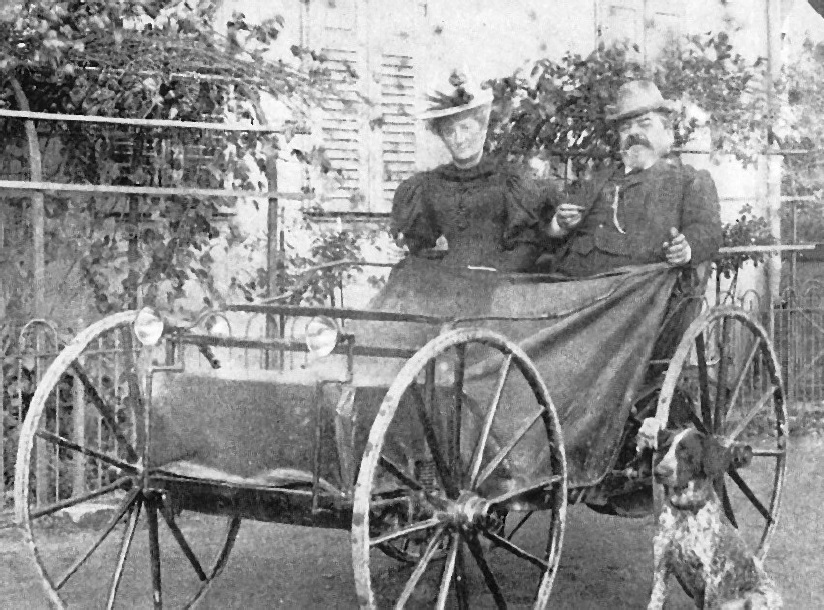
Andreas Flocken mit seiner Tochter Anna, 1898

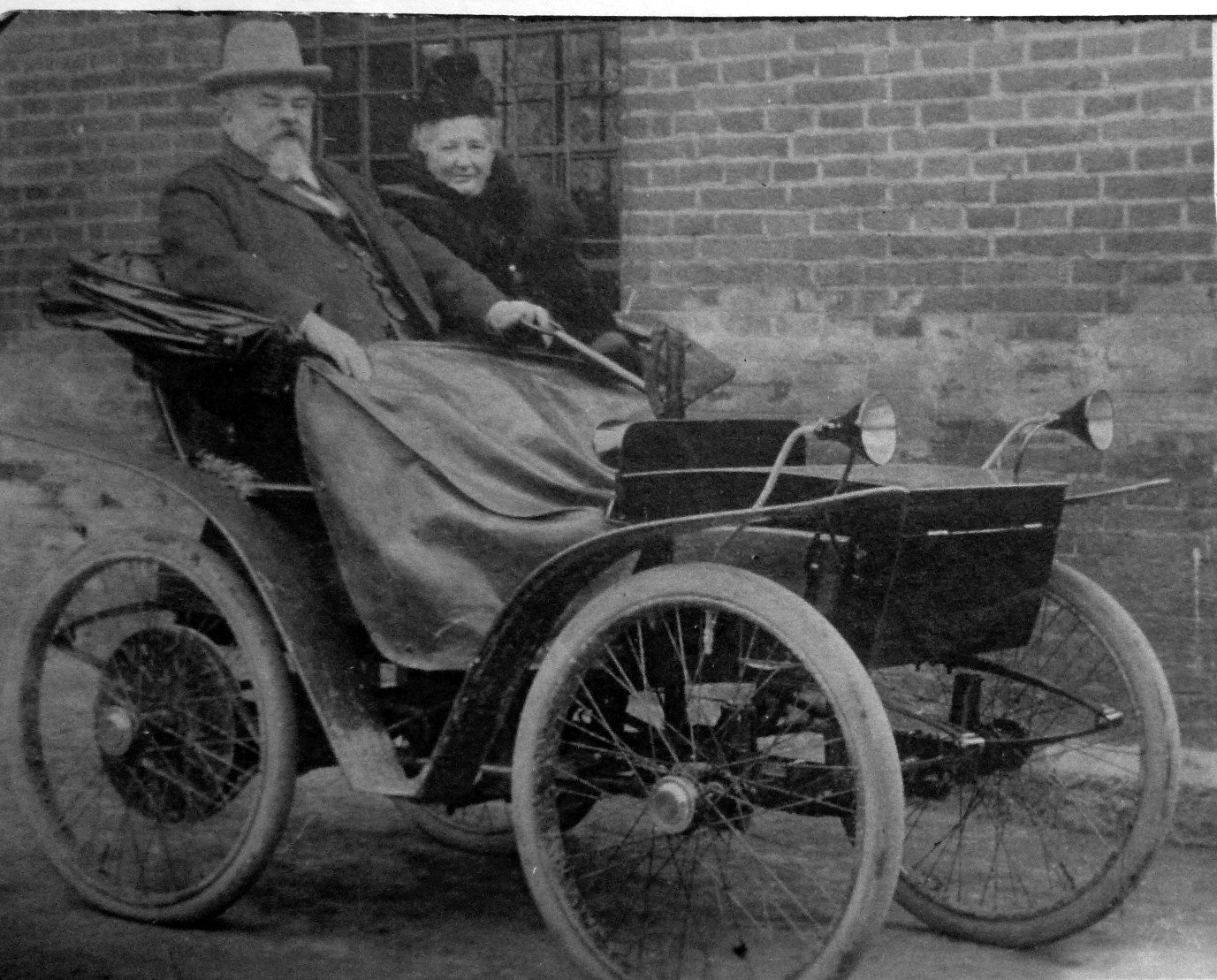
Andreas Flocken mit seiner Frau, 1903

In den Folgejahren wurden weitere Modelle entwickelt. So existiert das Foto eines um 1903 entstandenen Zweisitzers im Deutschen Museum. Dieses Modell verfügte über eine Achsschenkellenkung, luftbereifte und gleich große Speichenräder mit Kugellagern sowie Vollelliptikfedern und einen Batteriekasten über der Vorderachse. Die Spurstange wurde nach unten verlegt und hatte einen Steuergriff. Zudem hatte das Fahrzeug elektrische Scheinwerfer, was als mögliches Novum gilt.
Der Fahrzeugbau bei Flocken wurde im Jahr 1903 eingestellt.

## Rezeption
Erstmals wurde der bis zu 15 km/h schnelle Flocken-Elektrowagen in der Coburger Zeitung vom 28. September 1888 erwähnt: „In der Werkstätte für landwirtschaftliche Maschinen des Herrn Flocken hier steht eine ‚Dampf-Chaise‘ in Arbeit. Dieselbe hat dieselbe Spurweite wie jedes andere Gefährt, ist einfacher und practisch construirt und dürfte nach Fertigstellung großes Interesse aller Geschirrbesitzer hervorrufen“.
Halwart Schrader schrieb 2002 in seinem Buch Deutsche Autos 1885–1925 (Band 1): „Nicht sehr viel bekannt wurde über die Experimente eines Andreas Flocken in Coburg, der 1888 einen hochrädrigen Kutschwagen mit einem Elektromotor versah, dessen Kraft per Lederriemen auf die Hinterachse des Drehschemel-Viersitzers übertragen wurde.“
Cindy Dötschel schrieb 2013 im Obermain-Tagblatt: „1888 war es dann endlich so weit: Flockens hölzernes Elektromobil war fertig. In etwa zweieinhalb Stunden schaffte der Erfinder es damals mit seinem Gefährt bis zur letzten Anhöhe vor Redwitz. Für die restliche Strecke reichte die Batterie allerdings nicht mehr aus. Die Redwitzer halfen Andreas Flocken dabei, sein Auto bis zum Ziel zu schieben. In Redwitz besaß der Pionier sein eigenes Wasserkraftwerk. Mit einer frisch aufgeladenen Batterie meisterte sein Umweltfahrzeug den Rückweg nach Coburg problemlos.“

## Rekonstruktion des Modells von 1888 (2010)

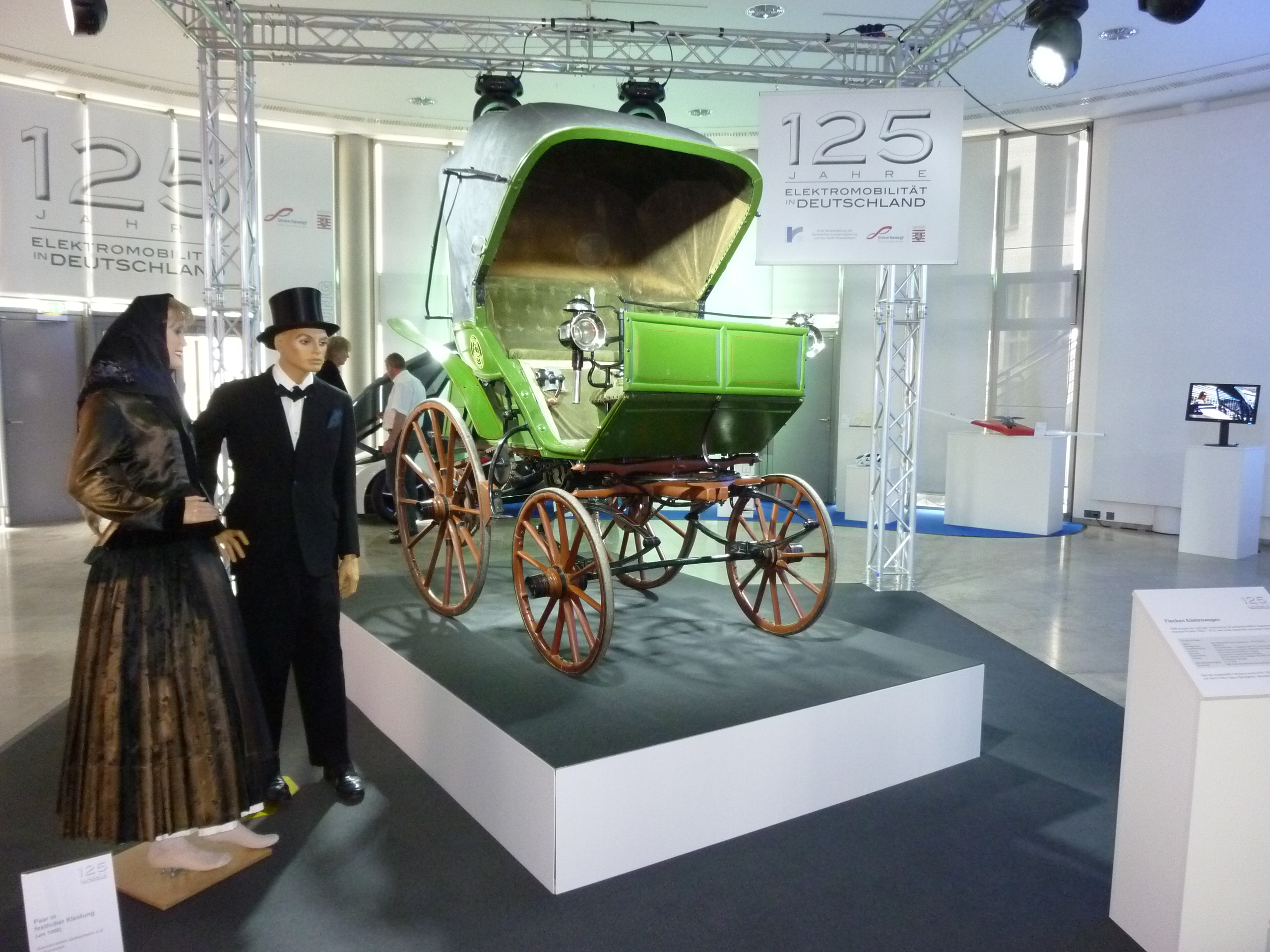
Die Rekonstruktion des 1888 Flocken Elektrowagen (Rüsselsheim 2013)

Das Original von 1888 gilt als verschollen. 2010 baute der Kfz-Sachverständige Franz Haag aus Marktoberdorf in privater Eigeninitiative eine Rekonstruktion, die zeigt, wie der erste Versuch einer Elektrokutsche ausgesehen haben könnte.
Als Basis nutzte Haag eine Doktorkutsche aus dem 19. Jahrhundert, wie sie auch Andreas Flocken verwendet haben könnte. Diese Doktorkutsche fand Haag im Spätsommer 2010 auf einem Heuboden und entschied sich „aus einer Laune heraus“ zur Rekonstruktion des Flocken Elektrowagens. Innerhalb nur weniger Monate entstand auf Grundlage von Informationen des Automobilhistorikers Halwart Schrader sowie des Deutschen Museums ab September 2010 die Nachfertigung. Am 10. März 2011 wurde die Rekonstruktion der Öffentlichkeit auf der Stuttgarter Messe Retro Classics vorgestellt. Am 10. September 2011 nahm der Nachbau als Führungsfahrzeug an der ersten Bertha Benz Challenge teil, die nur alternativ angetriebenen Fahrzeugen offensteht.